# Fédération balkanique

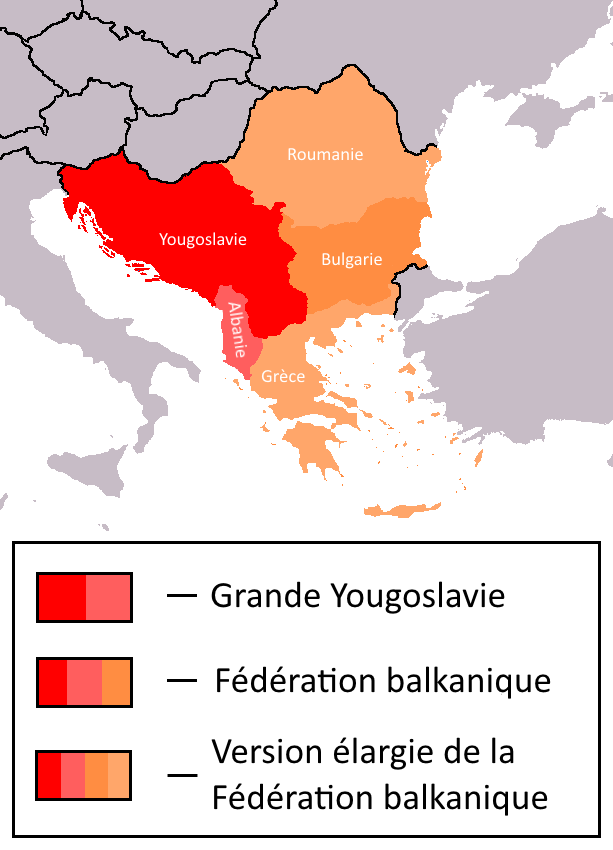
Carte du projet du Komintern : une Fédération balkanique d'après-guerre.

La Fédération balkanique était un projet de création d'une fédération ou d'une confédération balkanique, basée principalement sur des idées politiques de gauche.
Le concept d'une fédération balkanique a émergé à la fin du XIXe siècle parmi les forces politiques de gauche dans la région. L'objectif principal était d'établir une nouvelle unité politique : une république fédérale unifiant la péninsule balkanique sur la base de l'internationalisme institutionnel, le socialisme, la solidarité sociale et l'égalité économique. L'idée sous-jacente était que, malgré les différences entre les peuples balkaniques, la nécessité historique d'émancipation était une base commune pour l'unification.
Ce concept politique a connu trois phases dans son développement. Dans la première phase, l'idée a été formulée comme une réponse à l'effondrement de l'Empire ottoman au début du XXe siècle. Dans la deuxième phase, dans l'entre-deux-guerres (1919-1936), l'idée de la fédération balkanique a été prise par les partis communistes des Balkans. La troisième phase est caractérisée par l'affrontement entre les dirigeants communistes des Balkans et Joseph Staline opposé au projet, au cours de l'après-guerre.

## Premières tentatives

Drapeau de la fédération pan-balkanique imaginée au XVIIIe siècle par le philosophe grec Rigas Feraios

En 1865 à Belgrade, un certain nombre d'intellectuels ont fondé la Fédération orientale démocratique, basée sur la liberté politique et l'égalité sociale. Ils ont confirmé leur adhésion aux idéaux de la révolution française dans la lignée du fédéralisme de Saint-Simon et par rapport aux idées socialistes de Karl Marx ou Mikhaïl Bakounine. Plus tard, en France, une Ligue pour la Confédération balkanique, a été constituée en 1894, à laquelle des socialistes grecs, bulgares, serbes et roumains ont participé, soutenant l'autonomie macédonienne au sein de la confédération, comme une tentative de faire face à la complexité de la question macédonienne. La tentative suivante est venue immédiatement après la révolution des Jeunes-Turcs en 1908 à Salonique, l'Association socialiste des travailleurs fusionne avec deux groupes socialistes bulgares, et la Fédération socialiste des travailleurs ottomans est fondée. Ce mouvement a sous-estimé jusqu’en 1913, l'importance politique du nationalisme qui se manifestait dans le droit à l'autodétermination. Ses dirigeants ont maintenu une position modérée sur ces tendances nationalistes dans les partis sociaux-démocrates des Balkans.

## Fédération socialiste des Balkans
Le mouvement pour la Fédération socialiste des Balkans est né en réponse à l'émergence du nationalisme turc au sein de l'Empire ottoman, et notamment après la Révolution des Jeunes-Turcs de 1908. La première Conférence socialiste des Balkans s'est réunie du 7 au 9 janvier 1910 à Belgrade. Les principaux thèmes abordés lors de cette conférence étaient le pacifisme et l'unité des Balkans, et des solutions à la question macédonienne furent également soulevées.
En 1915, après une conférence à Bucarest, il fut décidé de créer une Fédération social-démocrate ouvrière révolutionnaire des Balkans, regroupant des groupes adhérant à la Conférence de Zimmerwald et opposés à la participation à la Première Guerre mondiale. Initialement dirigée par Christian Rakovski, elle a compté Vassil Kolarov et Georgi Dimitrov parmi ses membres. En 1915, Dimitrov écrivait que la Macédoine, « … divisée en trois parties… », serait « … réunie en un seul État jouissant de droits égaux dans le cadre de la Fédération démocratique des Balkans ». Cette Macédoine indépendante et unie aurait été constituée des régions géographiques éponymes de Bulgarie, de Yougoslavie et de Grèce. 
Les dirigeants de la Fédération furent régulièrement réprimés par leurs gouvernements respectifs. Rakovski fut chassé de plusieurs pays des Balkans, et se rendit plus tard en Russie où il rejoignit le Parti bolchevique après la Révolution d'Octobre en 1917. Dimitrov, Kolarov et Rakovski devinrent membres du Komintern par la suite.

### Source
- (en) Cet article est partiellement ou en totalité issu de l’article de Wikipédia en anglais intitulé « Balkan Federation » (voir la liste des auteurs).